# حاج باباخان اردبیلی
حاج باباخان اردبیلی سیاستمدار ایرانی در دورهٔ جنبش مشروطه بود.

## دورهٔ اول زندگی
در سال ۱۲۵۵ خورشیدی مصادف با ۱۲۹۴ قمری در اردبیل متولد گردید. پدرش مشهدی حبیب و مادرش از خانوادهٔ بازرگانی در اردبیل بود که اکنون به خانوادهٔ محمدی معروفند و حاج نجف‌قلی و حاج مهدی‌قلی محمدی دایی‌های او بودند. در دوران جوانی، مغازه‌ای در راستهٔ بازار اردبیل باز کرد و با شغل توتون‌فروشی شروع به کسب و کار نمود. او جوان سر به زیر و مهربانی بود و با خلق و خوی جوانمردی که داشت با مردم گذشت و مهربانی می‌نمود. روزی دو نفر از فراشان حکومت، به مغازهْ وی رفته و از او مالیات خواستند. حاج بابا از آن‌ها مهلت خواست ولی آن‌ها درشتی نمودند و با او با کلمات رکیک سخن گفتند. سخت‌ترین لحظه زندگی او آن بود که کسی به او ناسزا بگوید و به خصوص از ناموس. وی به شدت برآشفت و از مغازه پایین آمد و در یک چشم به هم زدن، قمهٔ یکی از آن‌ها را از کمر او درآورده و بر وی نواخت. دستگاه حکومتی به جنب و جوش افتاد تا او را دستگیر کند ولی او از شهر خارج شده بود و به جای دیگر رفته بود.

## شروع فعالیت در نهضت مشروطه
چون جنبش مشروطهٔ ایران آغاز گشت در صف مجاهدان درآمد. قد بلند، هوش و تشخیص به موقع، شجاعت و بی‌باکی و به ویژه چابکی وی را از دیگران متمایز ساخته بود. هم در زمان حیات و هم امروز که سال‌ها از قتل او می‌گذرد حاج باباخان از احترامک قلبی همشهریان اردبیلی و بیشتر آزادی‌خواهان ایران برخوردار بود و همواره نامش به نیکی یاد شده و می‌شود. او دوشادوش ستارخان با سپاه رحیم‌خان و قشون روس‌ها جنگیده بود. ۹
احمد کسروی در کتاب تاریخ ۱۸ سالهٔ آذربایجان متأسف است که او را «دیرتر» شناخته‌است. کسروی همچنین در واقعهٔ جنگ تبریزیان و روس‌ها در سال ۱۳۳۰ قمری می‌ݥنویسد: هرکس می‌خواست غیرت و مردانگی آن اردبیلی را تماشا کند می‌بایست این روز به تبریز آید. دیگر در پیرامن ارگ که روس‌ها کوچه‌ها را گرفته بودند و مجاهدان گام به گام جنگ‌کنان آنان را پس می‌راندند و پیاپی از دوسو کشته می‌شدند. در این میان حاج باباخان اردبیلی با دستهٔ دلیر خود رسیده و جنگ با آنان را برگردن گرفت و کسان او پا به جلو گذارده در اندک زمانی شکست تبریزیان را جبران نموده و روس‌ها را از پا انداختند.
حاج باباخان که در وقایع تبریز دلاوری‌ها کرده بود در شعبان ۱۳۳۹ از طرف دولت وقت به حکومت ابهر، زنجان منصوب شد و دفع فتنهٔ امیرافشار به او واگذار شد. حاج باباخان با ذکاوت فراوان امیرافشار را دستگیر ساخت. حاج باباخان گزارش این مأموریت بزرگ را به مرکز داد و سید ضیاءالدین طباطبایی رئیس‌الوزرای وقت، طی نامهٔ شمارهٔ ۲۱۵۳ مورخ ۱۱ اردیبهشت ۱۳۰۰ خورشیدی کتباً از او قدردانی کرد.
بابا صفری در کتاب اردبیل در گذرگاه تاریخ جلد یک می‌نویسد:

- … حاج باباخان که به قول سالخوردگان در دلاوری و شجاعت، کمتر سرداری در ایران به پای او می‌رسید اگر مثل سردارانِ جاه‌طلب می‌بود این پیشنهاد را می‌پذیرفت و به پشتیبانی آن همه سواران شاهسون که می‌توان گفت قدرت هیچ گردن‌کشی در آن روزها از لحاظ کم و کیف بدان پایه نمی‌رسید در این گوشه از کشور بلوایی دیگر به پا می‌کرد و با ارتباطی که به سهولت از طرف مرز با انقلابیون خارج از کشور ممکن بود، می‌توانست مدتی حکمروایی کند و چنانچه مغلوب شود به آن‌طرف مرز رفته جان خود نجات دهد. ولی وی شرافتمندانه‌تر از آن بود که به چنین کار مخالف مصالح مملکت دست بزند و با وجود آن همه زجر و شکنجه‌های روحی، که در واقعهٔ ابهر و زنجان به وی رسیده بود چنین تصوری را در مخیلهٔ خود راه دهد. شاید بتوان گفت که این صفت اختصاص به این جنگاور و دلیر نداشت و افکار او نمونه‌ای از روح وطن‌دوستی ساکنان اردبیل بود. در طول آن همه حوادث مهم تاریخی، که در آذربایجان و نوار مرزی اردبیل اتفاق افتاده بود اهالی این ولایت به دفعات امتحان وطن‌دوستی داده در شرایط بسیار سخت و تحمل‌ناپذیر، موج‌های خانمان‌براندازی را از سر خود رد کرده‌اند و از بوتهٔ آزمایش‌های بزرگ سیاسی و اجتماعی سرافراز بیرون آمده‌اند. حاج باباخان آن روز نیز، مثل همیشه مردانگی و شهامت اخلاقی بزرگی از خود نشان داد و به شاهسونان گفت که آن‌ها می‌توانند به شهر آمد و رفت نمایند ولی نباید سلاح همراه داشته باشند. در باب انتخاب صارم‌السلطنه به حکومت نیز اظهار داشت که این امر مربوط به دولت مرکزی است و او بصیرالسلطنه را که به حکومت اردبیل تعیین شده‌است حکمران رسمی این ولایت می‌داند. راجع به خودش نیز چنین جواب داد که من خدمتگزار این مردم هستم و مایل نیستم حکمران آن‌ها باشم… این جواب، آرزوهای شاهسون‌ها را بر باد داد و تخم عداوت و کینه‌ای از وی در دل آن‌ها کاشت. تخمی که چون سبز شد، هستی او را نیز بر باد داد.
- ما در تاریخ مشروطیت ایران با سرداران و دلاوران دیگری نیز آشنایی داریم ولی در شرح حال هر یک از آن‌ها نوعی از تناقض اخلاقی و اجتماعی ملاحظه می‌نماییم. حال آن‌که دوست و دشمن این مجاهد دلیر (حاج باباخان) را واجد صفات نیک و فاقد ذمائم اخلاقی تعریف می‌نمایند و از ادب و تواضع و امانت او داستان‌ها می‌گویند. هم در زمان حیات و هم امروز که پنجاه سال از قتل وی می‌گذرد حاج باباخان از احترام قلبی همشهریان و بیشتر آزادی‌خواهان ایران برخوردار بوده و همواره نامش به نیکی بر زبان‌ها جاری شده‌است. در وقایع قتل آقایان اردبیل در قلعه، او به‌شدت به مخالفت برخاست و مدت‌ها با آنان (با مجاهدان قفقاز) به کشمکش و ستیز برخاست. در حادثهٔ خانمان‌سوز غارت اردبیل، او محور قدرت و اتکای قلبی مدافعان شهر بود و دلاوری‌های وی در صحنه‌های سخت پیکار، پایداری و استقامت جوانان و مجاهدان را بیشتر می‌نمود. اتفاق افتاد که او با تیر دشمن زخمی شد ولی به محض بستن آن، تفنگ به‌دست گرفت و در سنگر جدید به دفاع از ناموس شهر و همشهریان پرداخت. قصد ما از این مطالب، اعطای مقام قهرمانی کاذب به او نیست. بلکه نقل سخنانی است که جمعی از بازماندگان معاصر وی در حق او بیان می‌نمایند و از مردانگی و جوانمردی‌هایش داستان‌ها می‌گویند.

## انتساب به‌عنوان حاکم ابهررود خمسه
حاج باباخان که در وقایع تبریز و گیلان دلاوری‌ها کرده بود و با دشمنی با بیگانگان و مجاهدان جزو آزادی‌خواهان و وطن‌دوستان به‌نام گردیده بود و سردار سپه (رضاخان) نیز که رکن اصلی کودتا بود با او آشنایی داشت و به خوبی وی را می‌شناخت در شعبان ۱۳۳۹ از طرف دولت وقت به حکومت ابهررود خمسه (ابهر) در زنجان منصوب گشت و دفع فتنهٔ جهانشاه‌خان امیرافشار به وی واگذار گردید. مقدمه‌ای که بر این حکم نوشته شده‌است موقعیت آن روز وی را از نظر دولت مشخص می‌دارد به ویژه آن‌که او را مرد توانا و قادر به اشاعهٔ امنیت می‌داند. متن به شرح زیر است:
حکم سید ضیاءالدین طباطبایی وزیر دولت داخله به حاج باباخان اردبیلی:
وزارت داخله. اداره پرسنل. نمره ۱۲۰۲. مورخه ۲ شعبان‌المعظم ۱۳۳۹ (۲۲ برج حمل ۱۳۰۰) تصمیم دولت و اراده وزارت داخله بر آن است که حکام آتیه توانا و قادر به اشاعه امنیت بوده عدالت را احترام و منافع عمومی را حفظ و تجلیل کنن؛ بنابراین حاج باباخان اردبیلی را که شخص کافی و لایقی است و در طی مراحل خدمات سابقه اعتماد دولت را به کمال صداقت و نیات حسنه خود جلب نموده به حکومت ابهررود خمسه منصوب و مأمور کرده‌ام که با نهایت اهتمام و جدیت در تنظیم و تنسیق امور آن حدود کوشیده و اهالی از حسن اداره ایشان متمتع و برخوردار شده و مقررات ایشان را مقررات دولتی دانند. سید ضیاءالدین طباطبایی. مهر وزارت داخله.
پس از دستگیری جهانشاه‌خان امیرافشار توسط حاج باباخان اردبیلی و وصول کل مالیات‌ها از وی توسط دولت ،سید ضیاءالدین طباطبایی رئیس‌الوزرای وقت طی نامهٔ شمارهٔ ۲۱۵۳ مورخ ۱۱ اردیبهشت ۱۳۰۰ کتباً از وی قدردانی نمود. او در این نامه خطاب به حاج باباخان حاکم ابهررود می‌نویسد.
... از لیاقت شما برای انجام خدمات محوله آگاه بوده و به همین نظر، شما را برای حکومت آن محل در نظر گرفته بودم…

## دستگیری و مرگ

آرامگاه حاج باباخان اردبیلی، قطعهٔ مفاخر اردبیل

حاج باباخان پس از رشادت‌های فراوان و اثرگذاری بی چون و چرا در پیروزی نهضت مشروطه بعدازظهر روز ۷ شعبان ۱۳۴۰ قمری با نیرنگ و دسیسهٔ امیرالسلطنه و امیر فیروز فولادلو در نارین‌قلعهٔ اردبیل دستگیر و زندانی گردید. خبر دستگیری او در اردبیل می‌پیچد و طرفداران او سلاح برداشته و به سمت نارین‌قلعه پیش می‌روند تا سردار رشید مشروطیت را رها سازند. امیرالسلطنه چون توان نگهداشتن حاج باباخان را در قلعه نداشت او را تحویل امیر فیروز فولادلو داد و او حاج باباخان را به پیله‌سهران برد و در راه، به‌حالتی که طناب‌پیچ زین اسب بود یکی به او می‌گوید التماس کن تا مگر رهایت کنند و جواب می‌شنود که ای کاش دستم باز بود و آن‌گاه به من می‌گفتی که التماس کن. نهایتاً در تاریخ ۸ شعبان سال ۱۳۴۰ مصادف با ۱۶ فروردین ماه سال ۱۳۰۱ شمسی، او را در آن‌جا به قتل رساندند. ابتدا او را از پشت، هدف تیر قرار داده و دیوار خرابه‌ای را بر روی جسد خون‌آلود او انداختند. پیکر وی در قطعهٔ مفاخر اردبیل به خاک سپرده شد.

## بزرگداشت
در سال ۱۳۹۴ به‌مناسبت تجلیل از مبارزات آزادی‌خواهانهٔ حاج باباخان، با حضور معاون سیاسی و امنیتی استاندار اردبیل، مشاور رئیس پژوهشگاه میراث فرهنگی، صنایع دستی و گردشگری کشوری، مدیرکل میراث فرهنگی استان، چهره‌های منتخب ادبی و هنری و جمعی از شاعران، ادیبان و نیز بزرگان شعر و ادب از تندیس حاج باباخان اردبیلی در محل نگارخانهٔ خطایی مجموعهٔ آرامگاه شیخ صفی‌الدین اردبیلی رونمایی شد.
فیلمساز اردبیلی و فعال در حوزهٔ مستندسازی، آیوین حسینی در ۱۱ اسفند ۱۴۰۰ می‌گوید: مستند باباخان آمادهٔ پخش شده و به‌زودی از این اثر، رونمایی خواهد شد… پس از پیدا شدن قبر باباخان در اردبیل، با همکاری اصغر جاوید از هنرمندان این خطه تصمیم گرفتیم تا مستند باباخان را تهیه و تولید کرده و قصهٔ این قهرمان مشروطهٔ اردبیل را به تصویر بکشیم.

### رفتار متناقض در شورای شهر و شهرداری اردبیل
در سال ۱۳۹۷ در راستای مطالبات مردمی و بنا به اظهارات شهردار وقت اردبیل و مصوبهٔ شورای شهر، میدانی به‌نام حاج باباخان اردبیلی نام‌گذاری گردیده بود و مقرر بود از تندیس وی در این میدان پرده‌برداری شود که این موضوع علی‌رغم گذشت بیش از چهار سال با ابهاماتی روبه‌رو شده‌است.
- در این راستا خبرگزاری ایکنا در انتقاد از عملکرد شورای شهر اردبیل و شهرداری اردبیل می‌نویسد:

اردبیل شهری به قدمت هفت هزارساله دارای ظرفیت‌های فراوانی است، ظرفیت‌هایی که اهالی منطقه قدر آن را نمی‌دانند و شکی نیست که ساکنان سایر مناطق حسرت برخورداری از چنین ظرفیت‌هایی را به سینه دارند. ۱۶ فروردین‌ماه یکصدمین سالروز شهادت مجاهد نستوه عصر مشروطهٔ اردبیل حاج باباخان اردبیلی است و شاید به‌جا خواهد بود که به مناسبت‌های مختلف این موضوع که چرا اردبیل مفاخر خود را فراموش می‌کند طرح شود و شخصیت‌هایی که اگر منتسب به دیگر استان‌ها بودند امروز نه در سطح یک استان و منطقه بلکه در سطح کشوری و جهانی معرفی می‌شدند.
یقیناً شهری که مفاخر زیادی دارد دارای هویت عمیقی است که برای معرفی آن شهر شاید کافی باشد و مشاهیری که شهرداری‌های شهر برای معرفی آن‌ها نام خیابان یا میادینی را به اسم آن‌ها اختصاص می‌دهند نشانگر این است که این شهر روزگاری محل سکونت چنین شخصیت‌هایی بوده‌است. اما به جرئت می‌توان گفت در کلانشهر اردبیل از چنین امری نمی‌توان اثری پیدا کرد و مشاهده نمود و شهری که در دورانی یکی از سرداران رشید مشروطیت (حاج باباخان اردبیلی) را در دامانش تربیت کرده‌است امروز مردمانش نه میدانی را، نه خیابانی، نه کوچه و نه حتی دربندی را با آن نام نمی‌شناسند.
از سویی دیگر به جهت نقش اثرگذار و مهم اردبیل در مشروطیت، این روزها نبود موزهٔ مشروطه نیز در این کهن‌شهر به معنای واقعی احساس می‌شود، چرا که شهرهای هم‌تراز اردبیل برای زنده نگه داشتن نام و یاد مشروطه‌خواهان، کارهای اساسی انجام داده‌اند اما در کهن‌شهر اردبیل فعلاً اقدام مناسبی انجام نشده‌است.

## استنادات تاریخی به نقش حاج باباخان در نهضت مشروطه در اردبیل و تبریز
- بابا صفری در کتاب اردبیل در گذرگاه تاریخ در مورد حاج باباخان اردبیلی می‌نویسد:

جلد اول
۱-... مجاهدین از تازه میدان تا جلوی آرامگاه شیخ صفی‌الدین اردبیلی را گرفتند و فولادلوها جمعه‌مسجد را ستاد فرماندهی خود قرار دادند و در محلات شهر به‌خصوص در خانه‌های شادروان معین‌الرعایا، حاج میرزا یوسف کلانتری و وکیل‌الرعایا دسته‌جاتی از شاهسونان را جا دادند. جنگ به شدت آغاز گردید و هر طرف برای سرکوبی دشمن به کوشش‌هایی برخاست. بازار که مرکز تجارت و اقتصاد شهر بود جبههٔ مقدم شد و به دست مجاهدین افتاد و برای مردم این امکان فراهم گشت که قسمتی از مال‌التجاره و اجناس را به خانه‌های خود منتقل گردانند. این کار بیشتر مرهون جوانمردی مجاهدان و به‌خصوص پاکبازی حاج باباخان اردبیلی بود که از برجسته‌ترین سرداران دلاور مشروطیتایران به‌شمار می‌آمد…
۲-... بین سران عشایر بعدها این جمله شهرت داشت که از «توی کوفته هم مجاهد در می‌آید» و آن اشاره به یک حملهٔ متهورانه‌ای بود که حاج باباخان بر آن‌ها نموده بود. داستان آن را چنین گویند که رؤسای فولادلو در بالاخانهٔ مشیرالتجار با خیال آرام مشغول خوردن کوفته بودند. حاج باباخان اردبیلی ساعتی پیش از آن، از پشت‌بام بازار و خانه‌ها، خود را به پشت دیوار این بالاخانه رسانیده جای تیغه محلی مرسوم به «یوک یری» (محل رختخواب‌ها) را پیدا کرده بود. در آن لحظه، که یکی از سران شاهسون مشغول شکافتن و خورد کردن کوفته بود ناگهان حاج باباخان با لگد بسیار محکمی بر آن قسمت از دیوار زده آن را خراب نمود و هفت‌تیر به‌دست خود را به‌داخل اتاق انداخت و تنی چند از یارانش نیز پشت سر او وارد شدند. عشایر کوفته و ناهار را گذاشته فرار کردند و خانه به‌تصرف مجاهدان درآمد. آنان بعدها زرنگی مجاهدان را بدان‌گونه تعریف می‌کردند که انگار از شکم کوفته هم مجاهد بیرون می‌آمد.
۳-... گرچه روشنفکران و جمع کثیری از مردم اردبیل از بیشتر کشته‌شدگان دلخوشی نداشتند و حتی کسانی هم برخی از آن‌ها را مستحق قتل می‌دانستند با این‌حال از نحوهٔ عمل ناجوانمردانهٔ مشروطه‌خواهان به‌شدت تکان خورده ناخشنودی نشان دادند و چون به‌ظاهر یارای سخن گفتن نداشتند در خفا از هرگونه نکوهش و سرزنش بازنایستادند و اقدام نابه‌جای آن‌ها را تقبیح کردند. تا آنجا که حاج باباخان اردبیلی که از سردستگان مجاهدان اردبیل بود، از این کار به سختی متأثر گشت و بنا به نوشتهٔ مرحوم محسنی، روزی طرف عصر با مجاهدان خود، قلعه را که مسکن مجاهدان قفقاز بود، محاصره کرد و راه تردد و آذوقه را به‌روی آن‌ها بست. تیراندازی بین مجاهدان قفقاز از داخل و مجاهدان اردبیل از بیرون قلعه آغاز گردید و کار بالا گرفت. سرانجام آقا میرطاهر بین آن‌ها صلح داد و قرار شد که مجاهدان قفقاز دیگر مزاحم مردم نشوند. این صلح، ظاهری بود ولی در باطن هر دو طرف از همدیگر بیم داشتند.
۴-... پس از شکایت ساکنان اردبیل از رفتار خشونت‌آمیز مجاهدان قفقاز به مخبرالسلطنه، وی ستارخان را با سفارش‌های لازم به اردبیل فرستاد. مجاهدان قفقاز که خود را همه‌کارهٔ اردبیل می‌دانستند و علاوه بر آزار مردم، مقامات را نیز از خود رنجه ساخته می‌ساختند. روزنامهٔ ایران نو (شمارهٔ ۱۱) این‌چنین نوشت: اختلاف مجاهدان محلی با اینان (مجاهدان قفقاز) شدت یافت و در برخوردی که در ۱۶ شعبان ۱۳۲۷ قمری بین مجاهدان اردبیل و کسان میرزامحمد اتفاق افتاد یکی از افراد میرزامحمد زخمی شد و بیم جنگ داخلی بین دو دسته از مجاهدان مردم را اندیشناک گردانید. ستارخان که از این پیشامد نگران گشت مقرر شد همه مجاهدان خلع سلاح شوند تا از وقوع حوادث نامطلوب جلوگیری گردد. به دستور سردار ملی، میرزامحمد دستگیر و روانهٔ زندان شد. جمشید و دیگر یاران میرزامحمد چون این کار بدیدند تمکین نکرده با جمعی، از راه شهر نمین فرار کردند و به نزد عشایر رفتند و تلاش سردار برای دستگیری و برگردانیدن آن‌ها بیهوده ماند. آنان به شاهسونان پیوستند و به کینه‌خواهی از ستارخان، آن‌ها را در حمله به شهر اردبیل و قتل و تاراج مردم یاری کردند و این یکی از اشتباهات سردار ملی در آن موقعیت حساس بود.
اشتباه دیگر ستارخان، دستگیری حاج باباخان اردبیلی سردار دلیر و جوانمرد مجاهدان این شهر بود که به‌قول سالخوردگان نه تنها از حیث شجاعت و دلاوری بلکه از لحاظ اصول مردانگی و صفات اخلاقی نیز برتر از سردار ملی (ستارخان) بود. او (ستارخان) به موازات توقیف میرزامحمد، حاج باباخان اردبیلی را نیز دستگیر و زندانی نمود و چون حاج باباخان از محبوبیت عموم همشهریان خود برخوردار بود این اقدام، موقعیت سردار (ستارخان) را در نظر مردم پایین آورد. ساکنان محلات از حیدری و نعمتی با هم متفق شده با طبل و شیپور دسته‌جاتی راه انداختند و به خانهٔ مسکونی ستارخان رفتند و آزادی او را خواستار شدند. سردار ایستادگی کرد و سرانجام برای اتخاذ تصمیم، یک شب مهلت خواست. ولی چون حاج ملارضا روضه‌خوان و دیگر ریش‌سفیدانی که به نمایندگی مردم با وی سخن می‌گفتند، چون به جان حاج باباخان ترسیدند و قتل آن سردار دلاور را در همان شب ممکن دیدند پافشاری و ایستادگی نشان دادند و سرانجام دستور استخلاص او را گرفته و به همان هیئت به قلعه رفتند و حاج باباخان را برداشته و با خود آوردند و در مجلس افطاری که برای تجلیل از وی در خانهٔ مشهدی علی‌اکبر مولازاده ترتیب یافته بود، شرکت نمودند. مشهدی علی‌اکبر از احرار و آزادی‌خواهان این شهر بود و ما در جاهای دیگری نیز به جوانمردی‌ها و گذشت‌های زیادی از وی برخورده‌ایم… اشتباهات ستارخان در وقایع اردبیل از بابت صدمات مالی و جانی که مردم این سرزمین متحمل شدند مانع از آن نیست که علیرغم تلاش‌های وی در اعادهٔ حکومت دموکراسی ایران یاد نکنیم…
۵-... باری طبق یادداشت‌های مرحوم محسنی پیکار عشایر یا شهریان روز سوم شوال آغاز گردیده یازده شبانه‌روز به‌سختی ادامه یافته‌است. روز چهاردهم شوال، شاهسونان از یکی از باغ‌های ابراهیم‌آباد در خط دفاعی شهریان رخنه کرده و قسمتی از محلات را اشغال نموده‌اند. سالخوردگان متفق‌القولند که مدافعان محلی مردانگی‌ها کرده با شجاعت زایدالوصفی مقاومت نمودند و دلاورانی مثل حاج باباخان و یارانش، که می‌توان آن‌ها را جبههٔ شجاعت و دلیری در ردیف بزرگ‌ترین سرداران آن دوره از تاریخ ایران ذکر نمود، مردانگی‌ها کردند و ما در جای خود، به بعضی از این جوانمردی‌ها اشاره خواهیم کرد… رحیم‌خان هر ساعت بر تلاش خود برای تجاوز به شهر اردبیل افزود و سرانجام در ۱۵ شوال دروازهٔ یعقوبیه به‌وسیله فولادلوها در هم ریخت و خانهٔ امام جمعه در کنار نهر امام جمعه به تصرف عشایر درآمد و سنگربندی شد. حاج باباخان که مرتباً به کمک مدافعان مناطق ضعیف می‌شتافت به یاری مجاهدان یعقوبیه آمد و در پشت حمام رستم‌خان، که در کنار رود بالیقلوچای و جنب پل یعقوبیه (پل پنج چشمه (پل یعقوبیه))واقع است سنگر گرفت و چنانچه شایستهٔ جوانمردی او بود جان‌فشانی کرد و لیکن تنی چند از یارانش کشته شدند و خود او نیز از ناحیهٔ کمر تیر خورد …
۶-... در آن موقع اردبیل با قحطی و مجاعه دست به گریبان بود و به برنجی که گاهی از گیلان می‌آوردند نیاز مبرم داشت. میرزا کوچک خان برای تهدید مردم، از ورود برنج به اردبیل ممانعت کرد و بدین طریق بر شدت گرفتاری‌های اهالی افزوده گشت. کمیتهٔ ایالتی فرقهٔ دموکرات، طرح مذاکراتی را با جنگلی‌ها لازم دید و حاج شعبانعلی را محرمانه از شهر خلخال به جنگل فرستاد. حاج باباخان که در آن ایام در رشت بود با جنگلی‌ها همکاری داشت، از طرف هیئت اتحاد اسلام برای توسعهٔ دامنهٔ فعالیت آن فرقه مأمور اردبیل گردید و به اتفاق جمعی از خوانین فولادلو وارد شهر شد تا ادارهٔ شهر را در دست گیرد و زمینهٔ فعالیت جنگلی‌ها و هیئت اتحاد اسلام را توسعه دهد… قضا را فراشبافی امیرالسلطنه از چند روز قبل به‌وسیلهٔ حاج باباخان دستگیر و در قریهٔ ججین (داشکسن) توقیف بود مع‌الأسف تنظیم قرارداد و اجتماع مردم نتوانست امیرالسلطنه را از اقدامات طرفداران اتحاد اسلام مطمئن سازد و متقابلاً حاج باباخان و سران فولادلو نیز از اِعمال حکومت مردد گشته در شهر ادارهٔ نظمیه را اشغال کردند. با این اقدام، وحشت امیرالسلطنه بیشتر گردید و به‌خصوص شایعهٔ آخرین روزهای سال، که گفته شد «شب عید، حاج باباخان، امیرالسلطنه را دستگیر خواهد نمود.» بر تشویش و اضطراب خاطر او و یارانش افزود.

## در نگاه دیگران
- منوچهر صدوقی سها حقوقدان، پژوهشگر، فیلسوف و استاد دانشگاه در مورد حاج باباخان اردبیلی می‌گوید:

حاج باباخان پس از سرکوب مشروطه خواهان به دست عوامل کودتا به شهادت رسیده و در آن زمان در روستای نوشهر خاکسپاری شده که بعد از سال‌ها به قطعه مفاخر اردبیل منتقل شده که باید تلاش و جدیت بر شناساندن هر چه بیشتر چنین مفاخری در اردبیل باشد. هرچند انسان‌های گمنام و مجاهد زیادی به سرنوشت حاج باباخان دچار شده‌اند که باید تلاش کنیم تا این چهره‌های تاریخی در فرصت‌های مناسب برای مردم و به ویژه نسل جوان معرفی و شناسانده شوند تا مجاهدت‌ها و دلاوری‌های آنها به فراموشی تاریخ سپرده نشود.

- مرتضی طالع ماسوله، رئیس دبیرخانهٔ شورای عالی میراث فرهنگی، صنایع دستی و گردشگری ایران در همایش سالانهٔ اعطای نشان شاه اسماعیل صفوی می‌گوید:

کتاب تاریخ مشروطه نوشتهٔ احمد کسروی نیز حق شهر اردبیل را ادا نکرده‌است. دو رویداد چشمگیر تاریخی سیاسی در اردبیل به ثبت رسیده که یکی تشکیل حکومت ملی صفوی است. شاه اسماعیل صفوی با وجود این‌که یک پادشاه ۱۳ ساله بود در بیرون راندن ازبک‌ها از کشور نقش قابل توجهی ایفا کرد. واقعهٔ مهم دیگر مشروطیت است که در کتاب سخنوران آذربایجان نویسندگان این کتاب پرداخت کافی در خصوص بانیان این واقعه ندارند و این در حالی است که از اردبیل حاج باباخان فعالیت‌های مشروطه‌خواهی خود را آغاز و نسبت به روشن‌گری اردبیلی‌ها اقدام کرد. تهران، رشت و اردبیل سه مثلث اساسی مشروطه می‌باشد و ضروری است مورخان به تبیین و بازخوانی هویت و تاریخ این شهر بپردازند. در عین حال پرداخت تاریخی باید طوری باشد تا مردم ایران نیز به نقش کلیدی اردبیل در واقعهٔ مشروطه پی ببرند.

### انتقاد به احمد کسروی در وقایع‌نگاری تاریخ مشروطهٔ اردبیل
بابا صفری در کتاب اردبیل در گذرگاه تاریخ جلد دوم می‌نویسد:
احمد کسروی جز دو-سه فصل کتاب تاریخ مشروطهٔ ایران و تاریخ هیجده‌ساله آذربایجان به‌صورت مجمل و نارسا به وقایع اردبیل در دوران مشروطیت که از ملتهب‌ترین شهرهای ایران در این دوره بود نپرداخته‌است و اردبیلیان از این حیث از وی همواره گله‌مند هستند؛ زیرا در زمانی‌که او دست به تألیف آن کتاب‌ها زد، طرفداران وی در اردبیل هرچه یادداشت و نوشته و عکس و مدرکی راجع به وقایع اردبیل بود جمع‌آوری کرده برای او بردند. لیکن او از آن همه مدارک، جز صفحات معدودی راجع به اردبیل در کتاب‌های خود مطلبی نیاورده است و چون وی به قتل رسید استرداد مدارک یادشده به صاحبان آن‌ها نیز میسر نگردید از این‌رو متأسفانه تاریخ اردبیل، مدارک و اسناد لازم را هم از دست داده‌است.

## اسناد تاریخی در خصوص حاج باباخان اردبیلی

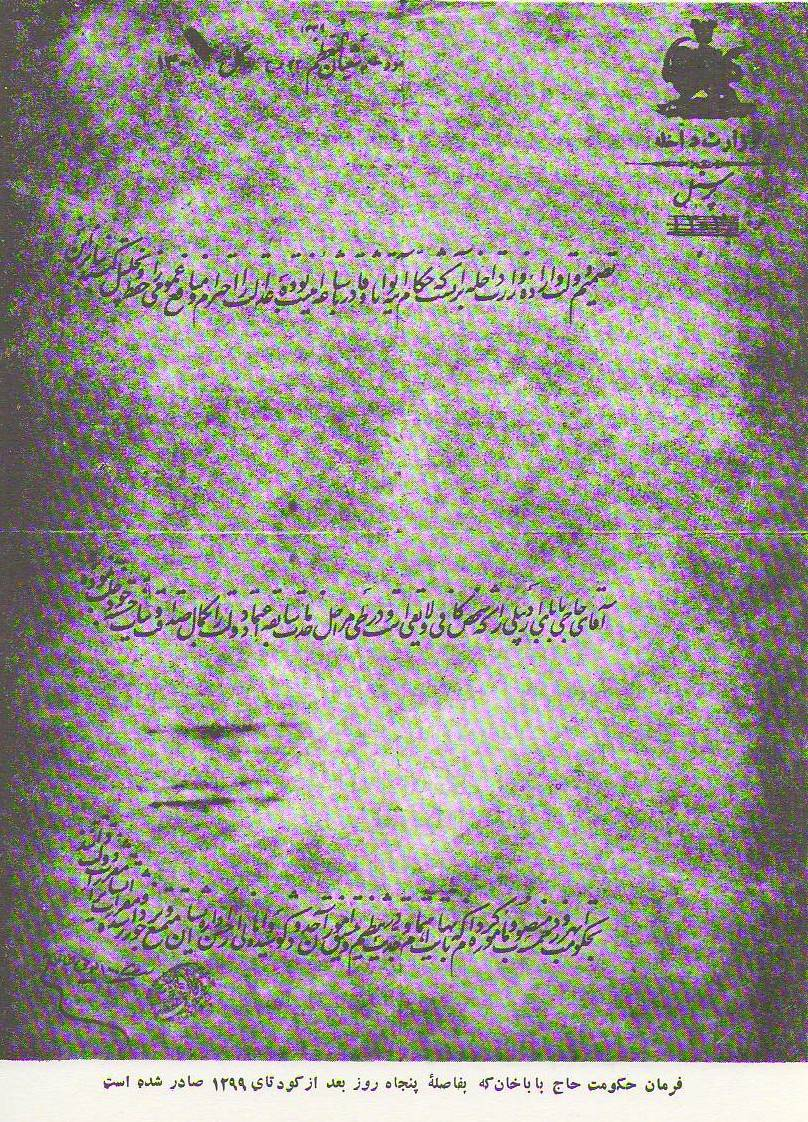
فرمان حکومتی در خصوص حاج بابا خان اردبیلی
حاج بابا خان اردبیلی با یارانش
حاج بابا خان اردبیلی با لشکرش